# Vadul-Rașcov
Vadul-Raşcov est une commune du raion de Șoldănești en Moldavie. Elle est située au bord du fleuve Dniestr à 130 km au nord de la capitale Chişinău. Sa population est de 1 807 habitants en 2014. Elle regroupe les villages de Vadul-Rașcov et de Socola.

## Histoire
En 1930, le village est un shtetl dans lequel vivent environ 2 000 Juifs. Au cours de la Seconde Guerre mondiale, la communauté juive locale est assassinée dans des exécutions de masse dans ce qu'on appelle la Shoah par balles.

## Démographie
| Groupe ethnique      | Part    |
| -------------------- | ------- |
| Moldaves et Roumains | 99,11 % |
| Russes               | 0,33 %  |